# Riu Urushten
El riu Urushten (Уруштен, que significa en l'idioma local, "riu Negre") és un riu de la Rússia europea meridional (raión de Mostovskói del krai de Krasnodar), en el Caucas Nord, afluent per l'esquerra del riu Màlaia Labà.
El riu neix en el vessant nord del port de Pseashjo, en la Reserva de la Biosfera del Caucas, 14 km al nord-est de Estosadok. Al seu curs d'al voltant de 46 km, segueix direcció nord-nord-est predominantment, traçant en el seu curs mitjà-sota una pronunciada revolta que es tanca cap al sud-est. No hi ha poblacions en les seves ribes. Desemboca en el Màlaia Labà a l'altura del post forestal Chornorechye. Discorre per un canó amb ràpids cobert de densa massa forestal.
- Aquest article conté dades geogràfiques extretes de Google Earth i el mapa de Rússia de Yandex.ru, accessible des d'aquest enllaç.
- Aquest article és en part una traducció del seu corresponent en l'edició en rus de Wikipedia, Уруштен (река).
- El Urushten en el Diccionari Enciclopèdic Brockhaus i Iefron.